# Atlantic Airlines (Nikaragua)
Atlantic Airlines – nikaraguańska linia lotnicza z siedzibą w Managui. Jest czarterową linią lotniczą, założoną w 1997 i obsługującą połączenia krajowe i międzynarodowe loty w Ameryce Środkowej. Jej głównym węzłem jest Port lotniczy Augusto C. Sandino w Managui.
Towarzystwo lotnicze ma odebrać jej koncesję.